# Ruta 4 (Paragwaj)
Ruta Nacional N° 4 "Gral. José Eduvigis Díaz" (lub krócej Ruta 4) – droga w Paragwaju, zaczynająca się w San Ignacio (departament Misiones), natomiast kończąca się w Paso de Patria (departament Ñeembucú). Jej długość wynosi 197 km. Ruta 4 łączy dwa ważne miasta znajdujące się w południowym Paragwaju - San Ignacio i Pilar.

## Przebieg trasy
| Kilometr | Miasto         | Departament | Skrzyżowanie |
| -------- | -------------- | ----------- | ------------ |
| 0        | San Ignacio    | Misiones    | Ruta 1       |
| 100      | Guazú Cuá      | Ñeembucú    |              |
| 102      | Tacuaras       | Ñeembucú    |              |
| 137      | Pilar          | Ñeembucú    |              |
| 177      | Humaitá        | Ñeembucú    |              |
| 197      | Paso de Patria | Ñeembucú    |              |